# Псковски летопис
Псковски летопис је стара руске летописне збирка из 14.-17. века, које садрже обимну грађу о историји Псковске земље, Новгорода, Балтика и Москве.

## Списак хроника
Прва Псковска хроника током 15-17 века. има неколико издања: збирке 1469. (Тихановски лист), 1481. (Архив 1. листа), 1547. (Погодин лист и Оболенски лист).
Прва Псковска хроника по Тихановском листу почиње Повести о Довмонту, након чега следи кратак хронолошки увод, приказ сверуских и псковских историјских догађаја, који се завршава борбом Пскова за независност 1464-1469. Састављач кода из 1481. допунио је код из 1469. догађајима из 70-их и 80-их година. и сукобима између Пскова и Москве.
У збирци из 1547. текст је сличан Новгородском петом летопису, а од 1447. године постоји текст сличан Архивском 1. листу. Књижевници А. А. Шахматов и А. Н. Насонов веровали су да је аутор законика из 1547. године монах Јелеазаровског манастира, старац Филотеј. Кодекс одражава поштовање великог кнеза Москве, уз огорчење према московским гувернерима („Прича о заузимању Пскова“ - догађаји из 1510. године). Има вести о клими и пропадању усева.
Други Псковски летопис – збирка из 1486. године сачувана је само у једном примерку с краја 15. века. - Синодални. Овде се не помињу тако важни знаци времена као што су Псковско вече и сукоб са Новгородом. Али доста детаљно говори о ратовима, епидемијама и немирима 1483-1486 против гувернера московског кнеза и псковских градоначелника. Постоји претпоставка да је ову хронику саставио псковски градоначелник Стефан Дојникович.
Трећи Псковски летопис је збирка из 1567. године, настављена до средине 17. века. Тон хронике је непријатељски према великом кнезу московском. У вези са догађајима из 1510. каже се: „униште старе дане. Заборављајући очеве и дедове речи и плате Пскову и целивање крста“. Летопис говори у библијском духу: „Јер пет царева прођоше, а шести је, али још није дошао; шесто царство се зове у Рус' Скивски острву; јер шестог, а седмог затим осмог назива Антихристом“. Аутор критикује московске кнезове Василија III и Ивана IV у вези са њиховим браковима.
Могуће је да је овај законик саставио игуман Псковско-печерског манастира Корнелије (1529-1570), кога је касније погубио Иван IV због пријатељства са А. М. Курбским.